# Stephanie Jicha
Stephanie Jicha (* 1. März 1990 in Innsbruck) ist eine österreichische Juristin und Politikerin der Grünen. Sie war im Zeitraum 28. März 2018 bis 24. Oktober 2022 Abgeordnete zum Tiroler Landtag und wurde dort zur zweiten  Landtagsvizepräsidentin gewählt.

## Leben

### Ausbildung und Beruf
Stephanie Jicha besuchte ab 2000 das Bischöfliche Gymnasium Paulinum in Schwaz, wo sie 2008 maturierte. Anschließend begann sie ein Studium der Rechtswissenschaften an der Universität Innsbruck, das sie 2014 mit einer Diplomarbeit über Projekte zur Vereinheitlichung des europäischen Gesellschaftsrechts als Magistra abschloss. Danach begann sie ein Doktoratsstudium der Rechtswissenschaften an der Uni Innsbruck. Nach Tätigkeiten als wissenschaftliche Mitarbeiterin in einer Rechtsanwaltskanzlei, als Rechtspraktikantin am Bezirksgericht Innsbruck, bei der Staatsanwaltschaft Innsbruck und am Oberlandesgericht Innsbruck sowie als Verwaltungspraktikantin beim Land Tirol ist sie seit 2016 Universitätsassistentin am Institut für Öffentliches Recht, Staats- und Verwaltungslehre der Universität Innsbruck.

### Politik
Seit den Gemeinderats- und Bürgermeisterwahlen in Tirol 2016 ist sie Mitglied des Gemeinderates in Vomp, wo sie im Ausschuss für Soziales, Jugend, Familien, Senioren und Flüchtlingswesen sowie im Ausschuss für Raumordnung, Naturschutz, Forst- und Freilandwirtschaft vertreten ist. Auf Landesebene ist sie Landesvorstandsdelegierte, Landesausschussdelegierte, und Rechnungsprüferin der Tiroler Grünen, außerdem ist sie Delegierte für den Bundeskongress. Von den Tiroler Grünen wurde sie als zweite Landtagsvizepräsidentin nominiert. Am 28. März 2018 wurde sie in der konstituierenden Landtagssitzung der XVII. Gesetzgebungsperiode als Abgeordnete zum Tiroler Landtag angelobt und mit 23 von 36 Stimmen zur zweiten Landtagsvizepräsidentin gewählt, Gegenkandidat Georg Dornauer (SPÖ) erhielt 13 Stimmen. Im Rahmen der Koalitionsverhandlungen zur Regierungsbildung 2019 verhandelt sie in der Hauptgruppe Staat, Gesellschaft und Transparenz.
Anfang Juli 2022 wurde bekannt, dass sie bei der Landtagswahl 2022 nicht mehr kandidiert.